# Дучинський Іван Філаретович

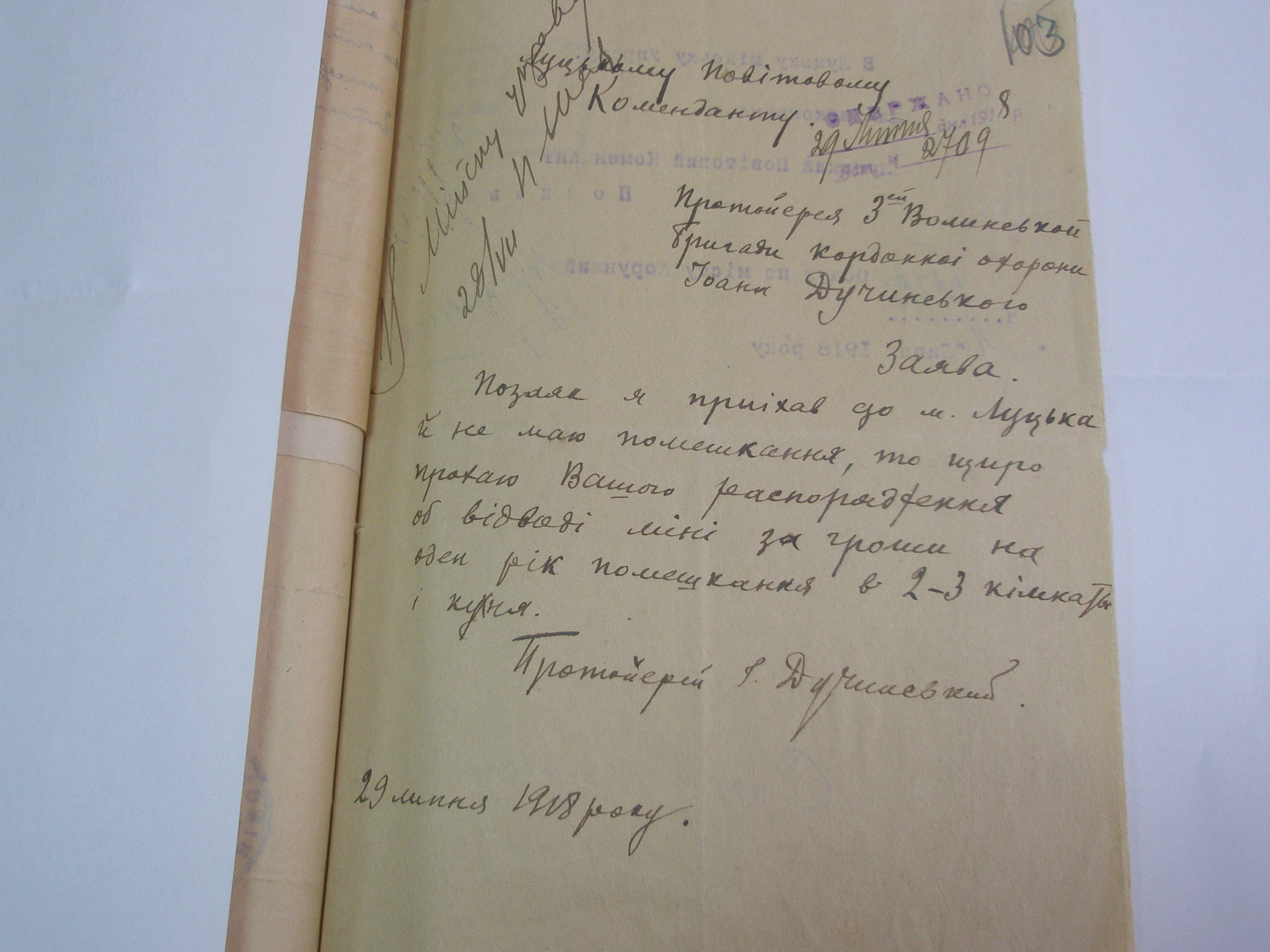
Заява протоіерея Дучинського Івана Філаретовича Луцькому повітовому коменданту 29.07.1918 р.

Іван Філаретович Дучинський (1873- ? р.) — протоіерей Окремого корпусу кордонної охорони УНР.
Народився в с. Судилків Шепетівського р-ну, українець, освіта середня спеціальна.
На 29 липня 1918 року протоіерей 3-ї Волинської кордонної бригади Окремого корпусу кордонної охорони. Проживав в м. Луцьк в домі Рижковського
Проживав у с. Гаврилівна, священик. Заарештований 12.03.1930 р. Звинувачення: антирадянська агітація. Особливою нарадою колегії ДПУ УРСР 25.09.1930 р. висланий на 3 роки у Північний край. Реабілітований прокуратурою Хмельницької обл. 24.01.1991 р. (П-11630, ДАХмО).